# カーナビラジオ 夕刊YASU
カーナビラジオ 夕刊YASU（かーなびらじお ゆうかんヤス）は1998年4月6日に放送を開始したHBCラジオの夕方の情報番組。

## 概要
それまで放送されていた「夕刊さくらい」の桜井宏アナウンサーが新設された朝の情報番組「朝刊さくらい」開始に伴い降板したため、前番組「カーナビラジオ午後一番!」のパーソナリティーのYASUが引き継ぎ、カーナビラジオ午後一番の第二部の位置づけとしたニュースバラエティー番組。

## 出演者
- YASU
- 小橋亜樹

## 放送時間
- 毎週月曜 - 金曜 15:30 - 18:00

## 番組内容
「夕刊さくらい」から引き続きその日の夕刊から気になるニュースを数項目ランキング形式で放送。このスタイルは後継番組の「夕刊おがわ」の途中まで続いた。
「夕刊さくらい」と同様にアシスタントの小橋が「カーナビラジオ」に出演、番組の予告としてランキング決定前のニュース項目を伝えていた。
「夕刊さくらい」時代は「カーナビラジオ」の編成の都合上、放送開始が15時30分を過ぎる事がたびたびあったが、本番組ではYASUが「カーナビラジオ」から引き続いて担当することになったためか、押されて遅れる事がなくなった。
YASUが元々バラエティ色が強いパーソナリティという事と、この頃「カーナビラジオ午後一番!」の人気が絶大なものとなり、2時間30分番組から4時間番組に放送時間が拡大されることになり、小川和幸アナウンサー担当の「夕刊おがわ」に後を譲る形で発展解消的に1999年3月26日で終了した。なお、アシスタントの小橋は平日夜の「ベストテンほっかいどう」に移動となった。